# Austracantha minax
Austracantha minax Dahl, 1914 è un ragno appartenente alla famiglia Araneidae.
È l'unica specie nota del genere Austracantha.

## Etimologia
Il nome deriva dall'Australia, dove è il suo habitat, e dal greco ᾶκανθα, àkantha, cioè spina, in quanto ha l'opistosoma costellato di processi spinali, di norma 6.

## Distribuzione
La specie è stata rinvenuta in Australia, Tasmania e nelle isole Montebello al largo delle coste dell'Australia settentrionale.

## Tassonomia
Descritto originariamente come sottogenere di Gasteracantha Sundevall, 1833, è stato elevato al rango di genere da un lavoro dell'aracnologo Emerit del 1974.
Dal 1988 non sono stati esaminati altri esemplari, e, al 2014, sono state descritte quattro sottospecie:
- Austracantha minax astrigera (L. Koch, 1871) - Australia
- Austracantha minax hermitiis (Hogg, 1914) - isole di Montebello (Australia settentrionale)
- Austracantha minax leonhardii (Strand, 1913) - Australia
- Austracantha minax lugubris (L. Koch, 1871) - Australia